# کلاته بازدید
کلاته بازدید یک روستا در ایران است که در دهستان مود شهرستان سربیشه واقع شده‌است. کلاته بازدید ۴۵ نفر جمعیت دارد.